# La Rambla (escalada)
La Rambla (La Rambla Original o La Rambla extensió) és una famosa via d'alt nivell d'escalada calcària de 40 metres (95 moviments i 17 punts d'assegurament). És troba a Siurana (Priorat), al sector d'El Pati. La seva primera ascensió fou per Alexander Huber el 1994, sent repetida 9 anys més tard per Ramon Julian Puigblanque el 2003, després de quaranta o cinquanta intents.
La Rambla és la ruta ascendida per Alexander Huber el 1994 que acaba en una cadena i és anomenada La Rambla Original. Puigblanque va enllaçar la ruta amb una altra ruta propera (Via Mora) amb una travessada. La seva via és coneguda com a La Rambla extensió. Huber li va posar un grau de 8c+/5.14c. Puigblanque la va ascendir fins a la cadena i li va donar un grau 9a+/5.15a, tot traversant cap a l'altra ruta. Els 7 metres d'extensió no augmenten el seu grau de dificultat. El grau va canviar de 5.14c a 5.15a perquè tots els escaladors després van considerar que era més dura del que Huber considerava.

## Llista d'ascensions
- Alexander Huber (1994)
- Ramon Julian Puigblanque (2003, després de quaranta o cinquanta intents)
- Edu Marín Garcia (2006)
- Chris Sharma (2006, un dia després d'Edu Marín)
- Andreas Bindhammer (2007)
- Patxi Usobiaga (2007, després de nou intents)
- Adam Ondra (2008, després cinc intents)
- Enzo Oddo (2011)[2]
- Sachi Amma (2012)
- Felix Neumärker (2013)[3]
- Sangwon Fill (201̠3̠)
- Alexander Megos (2013, en el seu segon intent)[4]
- Daniel Jung (2014)
- Jonathan Siegrist (2015)[5]
- Margo Hayes (2017, sent la primera dona que ascendeix un 9a+/5.15a confirmat).[6]
- Stefano Ghisolfi (2017)
- Jacopo Larcher (2017, un dia després que Stefano Ghisolfi)[cal citació]
- Gerard Rull va encadenar La Rambla 9a+ el (23 de febrer de 2018.)[cal citació]